# Рівз Ґабрелс
Рівз Ґабрелс (англ. Reeves Gabrels; нар. 4 червня 1956) — американський гітарист, автор пісень і продюсер. Учасник The Cure з 2012 року, Ґабрелс також відомий своєю роботою з Девідом Бові та Tin Machine у 1987—1999 роках. Він також очолює гурт Reeves Gabrels & His Imaginary Friends, який базується в Нашвіллі.
Як гітарист, Ґабрелс відомий своєю віртуозністю та універсальністю, його хвалять за здатність «досліджувати звукові екстремуми з чудовою, адаптивною інтуїцією щодо того, що найбільше потрібно кожній пісні». Його характеризують як "одного з найсміливіших рок-гітаристів-імпровізаторів з часів Джимі Гендрікса.